# Сомово (Воронеж)
Сомово — упразднённый рабочий посёлок в составе городского округа Воронеж Воронежской области. В 2011 году включен в состав города Воронеж и исключен из учётных данных. Ныне микрорайон-эксклав Железнодорожного района Воронежа.

## Название
От фамилии воронежца А. Н. Сомова.

## География
Расположен на правом берегу реки Усмань.

### Уличная сеть
9 Мая, Архангельский пр., Белорусская, Березовый пер., Грузинская, Дачный проспект, Дубовая, Железнодорожный пер., Знаменская, Конституции, Краснодарский пер., Кузнецова, Лагерная, Лесной массив, Липецкая, М.Расковой, Маклокский пр., Парковая, Пархоменко, Педагогический пер., Речная, Садовая, Санаторный пер., Сомовская, Сосновая, Станционный пр., Сухумская, Украинская, Хабаровская, Харьковская, Шестакова, Эстонский переулок.

## История
В эпоху бронзового века на территории Сомова располагались стоянки первобытных людей, о чём свидетельствуют раскопки, проведённые на левом берегу Воронежа. В 1943 году после освобождения Воронежа в детском санатории на Дачном проспекте был создан Воронежский радиоцентр. Передачи транслировалась на Воронежскую, Тамбовскую, Курскую и Белгородскую области. В 1974 году в посёлке проживало 16 тыс. жителей.
Здесь в середине XIX в. была его дача. Когда в 1868 году рядом прошла железнодорожная линия, открытую станцию назвали Сомово.
Здесь отводили участки под частное дачное строительство, сдавая землю в долгосрочную аренду. В 1912 году возникла Сосновка к юго-востоку от железной дороги, среди сосновых деревьев. В 1913 году заложена Дубовка по другую сторону от линии, в дубовом лесу. К 1917 г. в двух посёлках насчитывалось более ста деревянных дач.
В отличие от города, где постройки из дерева принадлежали малоимущим владельцам, в Дубовке и Сосновке большинство дач сооружали зажиточные горожане, и поэтому именно здесь появились самые яркие образцы деревянной архитектуры начала XX в.
В архивных списках в числе хозяев крупных дач значатся: в Дубовке — владелец мыловаренного завода M. Л. Вассерман, владелец молочной фермы М. Ф. Королевцев, почетная смотрительница Елизаветинского сиротского убежища О. П. Гутьер, в Сосновке — купец С. А. Ульянищев, контролёр счетоводства Управления ЮВЖД М. С. Высоцкий, врач А. И. Масленников, семьи Кожиных, Ганцелевичей и другие.
На территории Дубовки и Сосновки уцелело около 20 дачных построек 1910-х гг. в формах модерна и неорусского стиля. Наибольшими художественными достоинствами обладают дома в Дубовке по улицам Дубовой, 36, Сухумской, 16, и в Сосновке по улице Сосновой, 4, Дачному проспекту, 128.
В 1920-х годах, от станции была проложена узкоколейная железная в направлении станции Бор через Маклок. Узкоколейка имела несколько ответвлений. По узкоколейной железной дороге перевозились различные грузы: лес, живица, древесный уголь и другие продукты переработки древесины, кирпич, производившийся Маклокским кирпичным заводом.
В 1929 году в Сомово был основан зверосовхоз. Здесь велись работы по разведению уссурийских енотов и кроликов.
Так же 1929 году была основана артель по производству щепы для кровли. В 1935 году организован цех по производству мебели.
Вблизи Сомово (Дубовка) в 1937—1938 годах проводились массовые расстрелы и захоронения. В Дубовке открыто мемориальное кладбище, установлен памятный знак.
В сентябре 1941 года со станции Сомово на фронт отправился Воронежский добровольческий полк, полностью укомплектованный из воронежцев. Командиром полка был назначен полковник М. Е. Вайцеховский, участник гражданской войны, кавалер двух орденов Красного Знамени.
Во время боёв за Воронеж в 1942 г. Сомово и железнодорожный перегон Отрожка—Графская подвергалась постоянным бомбардировкам. Так же в Сомово было местом дислокации военных госпиталей.
В 2008 году сельские населённые пункты: Турбаза «Маяк», Турбаза «Спутник», площадка 574 км, база отдыха «Росинка», база отдыха ЮВЖД, база отдыха Профтехобразования; кордоны: Кожевенный, Усманский, Боровской, Ближний Бор, Весёлый, Пески, Маяки, Дальний Бор, Нижний; посёлок Полыновка, подчинённые администрации пгт Сомово, утратили статус населённых пунктов и были включены в черту пгт Сомово.
С 2011 года посёлок включён в состав города Воронеж.

## Население
| 1959 | 1970    | 1979    | 1989    | 2002    | 2009    | 2010    |
| ---- | ------- | ------- | ------- | ------- | ------- | ------- |
| 7172 | ↗14 443 | ↘14 343 | ↗14 580 | ↘13 922 | ↘13 447 | ↗13 605 |

## Экономика
В микрорайоне работают следующие промышленные предприятия: мебельная и ватно-войлочная фабрики, пивоварня «Артель», мясоперерабатывающее предприятие «Четыре пингвина», производство пластиковых труб «Трубы Черноземья». В советское время в посёлке работал зверосовхоз, разводивший скунсов.

## Культура
Детский санаторий, детские оздоровительные лагеря, место массового отдыха жителей Воронежа. Вблизи железнодорожной станции Дубовка расположен храм преподобного Антония Великого. Неподалёку от станции Сомово находится церковь христиан-баптистов. В микрорайоне работает дом культуры «Восток».

## Транспорт
Связан с другими районами Воронежа автобусными маршрутами № 90 и № 371. Железнодорожная станция (Сомово) и остановочный пункт (Дубовка) на линии «Воронеж — Грязи». Автомобильная связь с Новой Усманью, Боровым, Бабяковым, Шуберским.

## Фотографии

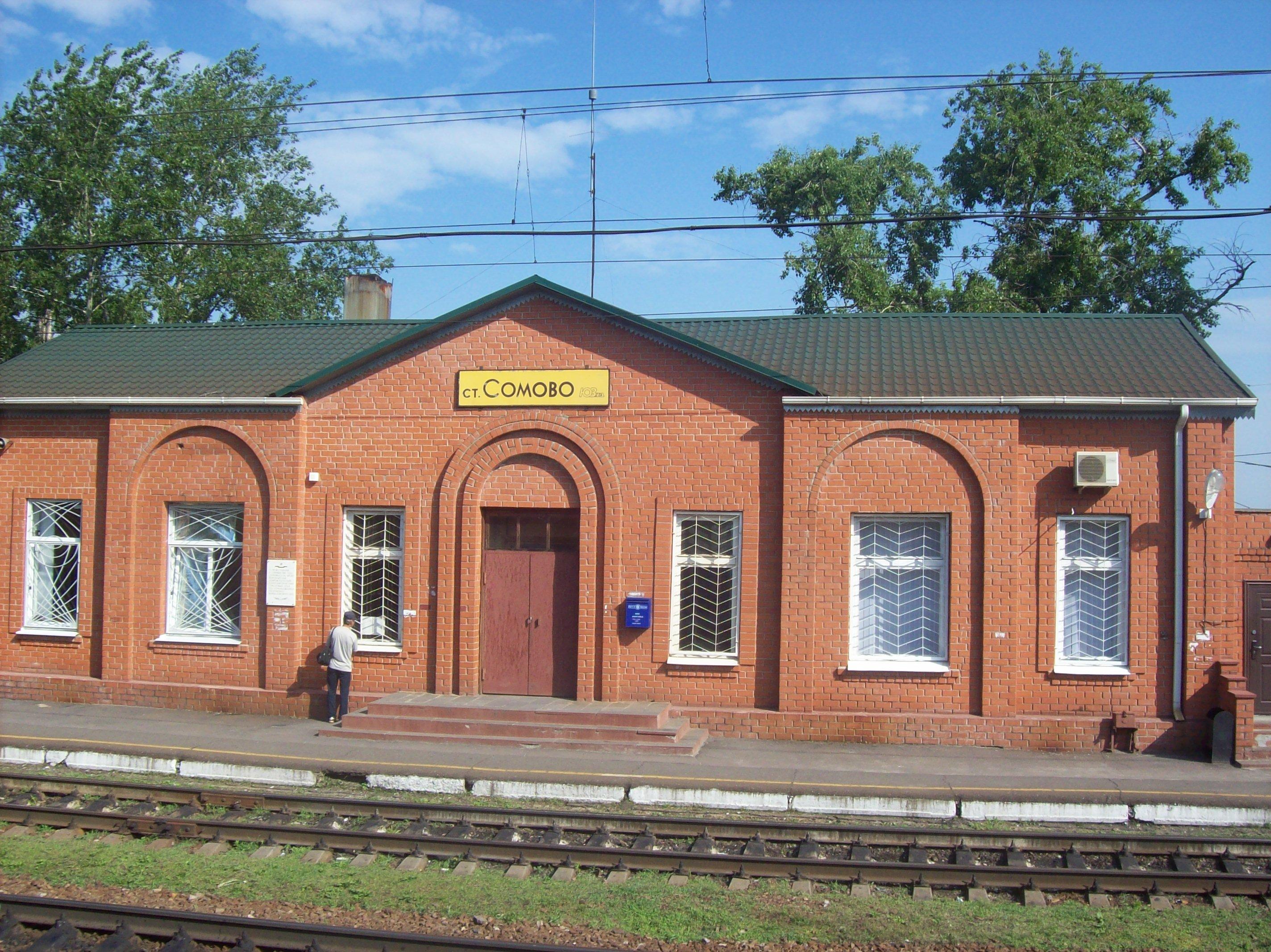
Станция Сомово
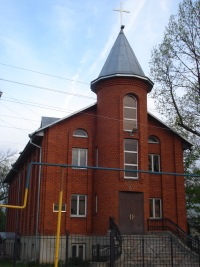
Церковь евангельских христиан-баптистов
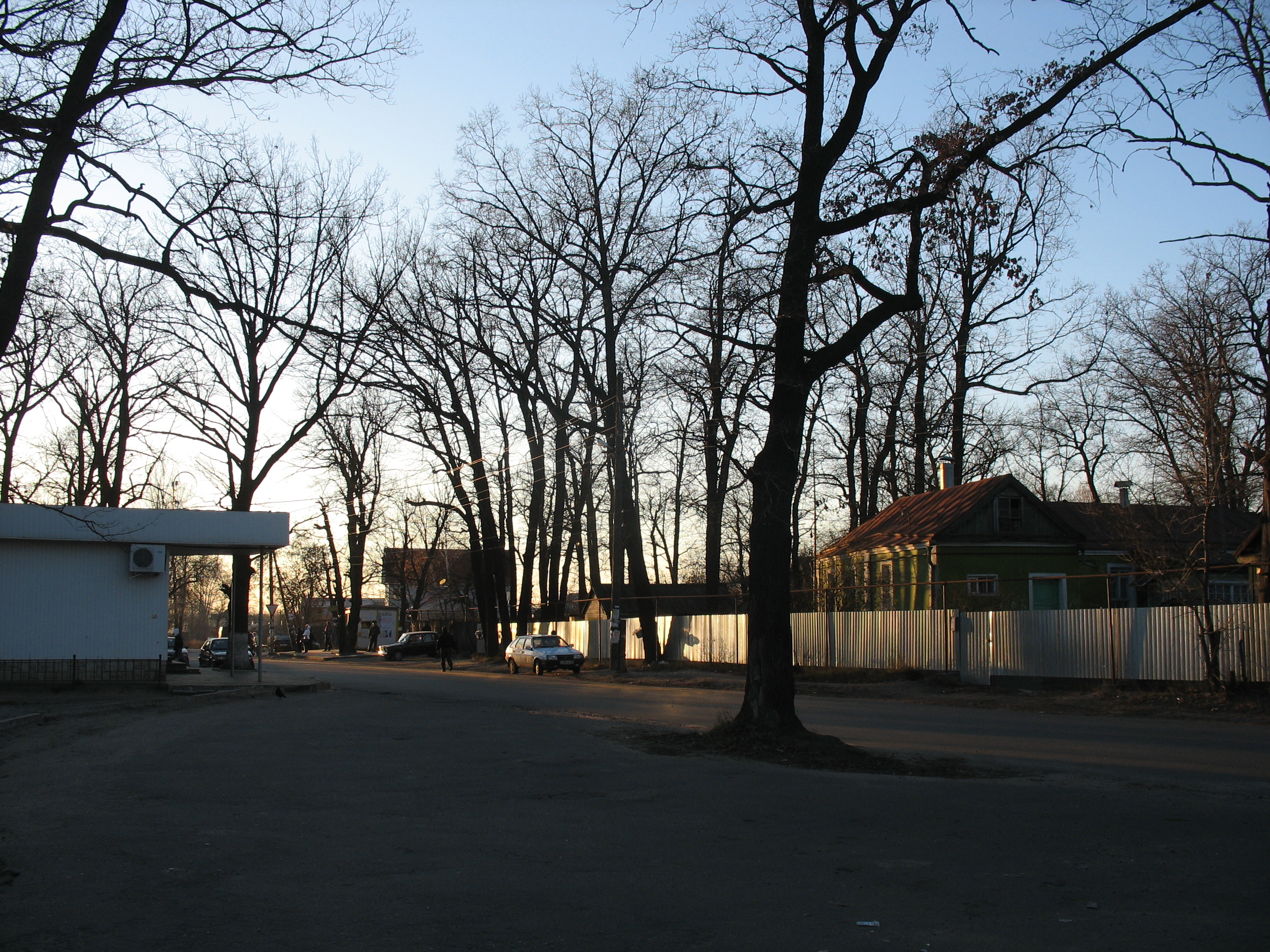
бывшая конечная остановка 90 автобуса (с2015 конечная перенесена к ж.д. переезду)